# Copándaro
Copándaro è una municipalità dello stato di Michoacán, nel Messico centrale, il cui capoluogo è la località di Copándaro de Galeana.
La municipalità conta 8.952 abitanti (2010) e ha un'estensione di 173,27 km².
Il significato del nome della località in lingua P'urhépecha è luogo pieno di avocadi.